# Molecules Online
Ne doit pas être confondu avec Molecules.
Pour les articles homonymes, voir Molécule (homonymie).
Molecules Online (abrégé en Mol. Online) est une revue scientifique à comité de lecture, aujourd'hui disparue, qui publiait des articles de recherche dans tous les domaines de la chimie. Publiée de 1996 à 1999, elle a porté jusqu'en 1997 le titre de Molecules  (ISSN 1420-3049).